# العلاقات العربية التركية
العلاقات العربية التركية هي العلاقات الدبلوماسية بين تركيا وجامعة الدول العربية، والتي تأسست عام 1945 وتضم 22 عضوًا وأربعة أعضاء مراقبين.  وتتمتع تركيا بوضع مراقب دائم منذ عام 2006.
وأعربت تركيا عن مطالبتها بالحصول على صفة مراقب في جامعة الدول العربية، لكن تم رفضها لأسباب سياسية مختلفة. ومن أسباب رفض الطلبات جاءت من العراق وسوريا بسبب مشاريع المياه في نهري دجلة والفرات في تركيا، وخاصة سد أتاتورك . بالإضافة إلى ذلك، فإن اختيار دولة حطاي بضم نفسها إلى تركيا من خلال استفتاء عام 1939 لم تعترف به سوريا أبدًا، والتي تواصل إظهار مقاطعة حطاي التركية كجزء من أراضيها على خرائطها. 
وفي السنوات التالية، قامت تركيا بتحسين علاقاتها مع مصر والمملكة العربية السعودية والإمارات العربية المتحدة وتونس . كما شغل منصب الوسيط الرئيسي في عملية السلام الإسرائيلية السورية. ومع ذلك، فإن القلق الرئيسي بالنسبة لتركيا ينبع من إمكانية قيام دولة كردية مستقلة ناشئة عن العراق غير مستقر. وحدث نفس الوضع في سوريا في السنوات التالية. ويستمر الصراع بين تركيا وحزب العمال الكردستاني منذ عام 1984، وقد أسفر عن مقتل ما يقرب من 37000 شخص.
في 15 أبريل 2018، ردًا على التدخل التركي في شمال سوريا، والذي كان يهدف إلى إخراج قوات وحدات حماية الشعب المدعومة من الولايات المتحدة من منطقة عفرين شمال حلب، اعتمدت جامعة الدول العربية قرارًا يدعو القوات التركية إلى الانسحاب من عفرين. 
وفي 12 أكتوبر 2019، اجتمعت جامعة الدول العربية في القاهرة وناقشت التدخلات التركية في شمال شرق سوريا. وعقب الاجتماع، قررت الدول الأعضاء إدانة التدخل التركي، ووصفته بـ”الغزو” و”العدوان” على دولة عربية، بدعوى أنه مخالف للقانون الدولي . 
خط الغاز الطبيعي العربي ينقل الغاز الطبيعي من مصر والعراق؛ وسوف يربط الأردن وسوريا ولبنان ومن ثم إلى تركيا وبالتالي إلى أوروبا، ولكن لم يتم تنفيذ أي عمل في المشروع، الذي كان من المقرر أن يكتمل في عام 2010.  